# Рыбка Поньо на утёсе
«Рыбка Поньо на утёсе» (яп. 崖の上のポニョ Гакэ-но уэ-но Понё) — полнометражный аниме-фильм, выпущенный студией Ghibli в 2008 году. Автором сценария и режиссёром фильма является Хаяо Миядзаки. Это его восьмое произведение, созданное на студии Ghibli, и его десятый фильм в целом.

## Сюжет
История повествует о дружбе двух пятилетних детей, мальчика Сосукэ и рыбки Поньо, дочери колдуна и морской богини. Сосукэ живёт со своей матерью в доме на утёсе с видом на море. Он и его мама — не разлей вода, хотя заботливая и несколько строгая Риса часто волнуется за своего сына и маленького друга в одном флаконе. Отец Сосукэ — капитан рыболовецкого судна, редко бывает дома, отчего Риса бывает ворчлива и обижена на него, ведь ужасно скучает по нему, а маленький сын вечно ждёт его возвращения из океана.
Рыбка Поньо вместе со своими многочисленными сёстрами живёт в жилище морского колдуна на дне океана. Однажды любопытная Поньо уплывает из дома понаблюдать за людьми и, случайно попав в стеклянную банку, оказывается выброшена на берег, где её подбирает Сосукэ. Поньо влюбляется в Сосукэ и теперь хочет только одного — стать человеком.
Поначалу два маленьких героя обретают необъяснимую связь, которая близка только им двоим, они оба не могут пробыть без друга и секунды, хотя и не знают ничего о мире друг друга и никогда не разговаривали. Конечно, маленькая рыбка не может говорить, но это не мешает маленькому Сосукэ провести с ней чудный день на берегу, показать своим друзьям-старушкам и матери, которые были в восторге. Но странный незнакомец ещё с самого утра показался жутким семье Сосукэ, ведь любящий отец Поньо не оставит своё дитя в чужих, человеческих и маленьких ручках.

## Персонажи
- Поньо (яп. ポニョ понё). Её настоящее имя — Брунгильда. Маленькая рыбка красного цвета, дочь могущественного колдуна и морской богини. По утверждению одной из старушек, является рыбой-русалкой и может вызывать цунами. Попробовав кровь Сосукэ, получает способность превращаться в человека и после этого сильно привязывается к Сосукэ, однако если мальчик откажется от Поньо, то она превратится в морскую пену. Умеет колдовать. Использование магии, видимо, истощает её силы — она внезапно засыпает и её сложно разбудить. Может лечить раны, увеличивать объекты, делать людей счастливыми и даже вызывать шторм с ураганом. У Поньо есть десятки рыбок-сестричек, похожих на неё, но крошечных, как мальки.
Сэйю: Юриа Нара
- Сосукэ (яп. 宗介 со:сукэ) — пятилетний мальчик, живёт с матерью в доме на утёсе. Ответственен и честен. Нашёл Поньо на берегу моря недалеко от дома и сразу с ней подружился. Знает азбуку Морзе, обменивается сообщениями с отцом при помощи оптического телеграфа.
Сэйю: Хироки Дои
- Риса (яп. リサ) — мать Сосукэ. Работает старшим управляющим центра дневного ухода за пожилыми людьми. Добрая и весёлая, при опасности не теряет присутствия духа. Несколько импульсивна, может иногда и вспылить (например, при разговоре с Коити).
Сэйю: Томоко Ямагути
- Коити (яп. 耕一 ко:ити) — отец Сосукэ, муж Рисы. Капитан рыболовецкого траулера. Вероятно, большую часть времени проводит в море и дома бывает редко.
Сэйю: Кадзусигэ Нагасима
- Фудзимото (яп. フジモト) — отец Поньо, ворчливый, но не злой колдун. Часто поднимает панику, эмоционален. Заботится о Поньо и других своих дочерях и трепетно относится к их матери. Мечтает вернуть на планету Эру Моря, минувшую много лет назад (а именно — очистить море, загрязнённое людьми), при помощи «живой воды». Утверждает, что когда-то был человеком, но сам терпеть не может людей.
Сэйю: Дзёдзи Токоро
- Морская богиня (яп. グランマンマーレ гуран мамма:рэ) — мать Поньо. Очень добрая женщина. В отличие от Фудзимото, не против того, чтобы Поньо стала человеком, утверждая, что это её выбор.
Сэйю: Юки Амами

## Производство

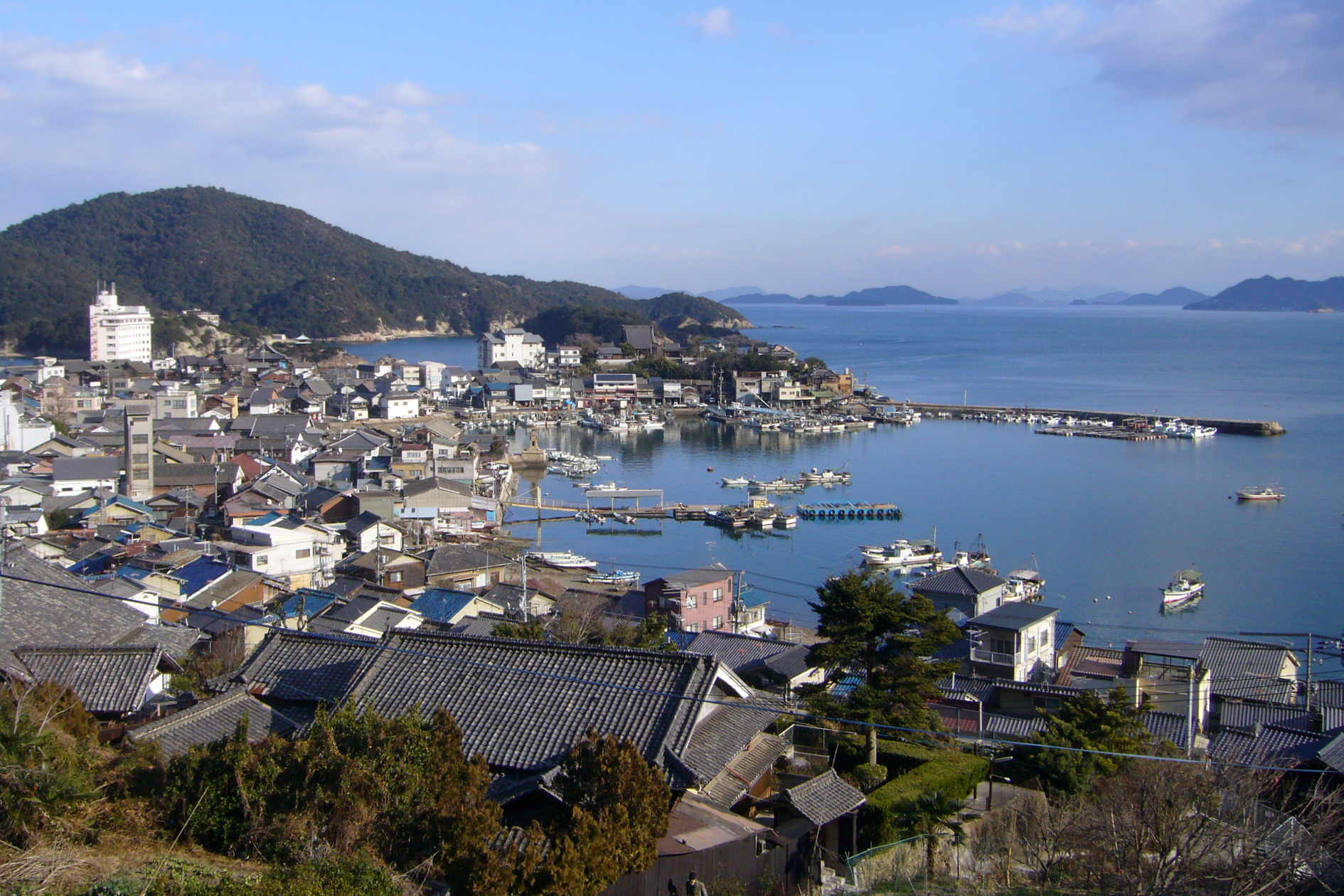
Сеттинг для «Поньо» был вдохновлён реальным городом Томоноура в Японии.

Хаяо Миядзаки начал работу над своим новым фильмом после того, как продюсер Тосио Судзуки предложил ему сделать фильм, ориентированный на детей, отметив успех «Ходячего замка». Фильм был задуман как сочетание реальных и вымышленных влияний, дополненное стремлением внедрить новые художественные и анимационные подходы, разработанные другими сотрудниками студии Гибли, в полнометражный фильм. В 2004 и 2005 годах Миядзаки провёл время в Томоноура, прибрежном городе в Национальном парке Сетонайкай, где ознакомился с его сообществом и окружающей средой. Его опыт в Томоноура определил тип места, которое он хотел бы увидеть в своём следующем фильме. Во время своего пребывания он прочитал все произведения Нацумэ Сосэки. Его особенно заинтересовала книга «Ворота», в которой есть персонаж по имени Сосукэ, живущий внизу утёса. Это дало ему более конкретные идеи для персонажей и локаций. Изначально Миядзаки рассматривал только концепцию фильма, который изображал бы штормовое море с «волнами выше дома на склоне». Позже он создал персонажа Поньо, имя которого он придумал как ономатопею, отражающую то, что такое «мягкость и губчатость» на ощупь. Миядзаки вспомнил, что в девять лет одолжил у соседа книгу Ганса Христиана Андерсена «Русалочка», и что, читая её, ему было трудно принять её предпосылку о том, что у главной героини нет души.
При подготовке материалов к предпроизводству Миядзаки столкнулся с творческим кризисом перед тем, как посетить Британскую галерею Тейт, где его поразила картина 1852 года «Офелия», написанная английским художником Джоном Эвереттом Милле, и её внимание к деталям. Он заметил: «Я подумал, что моя работа убога по сравнению с работами этих художников. Я был просто поражён. В тот момент мне стало ясно, что наш стиль анимации не мог продолжать оставаться прежним». В то время Кацую Кондо, коллега Миядзаки, работал анимационным директором короткометражного фильма «Охота за домом» (2006), который длился 12 минут и был создан для показа в музее Гибли. В короткометражном фильме использовались твёрдые и простые линии, а также в основном ручная анимация. Во время производства короткометражки Кондо обсудил возможность создания полнометражного фильма в подобном стиле. Кондо согласился работать над следующим полнометражным фильмом Студии Гибли вскоре после завершения короткометражного, увидев возможность развить идеи, заложенные в «Охоте за домом», с большим вниманием к сюжету.
Производство «Поньо» началось в мае 2006 года. Кондо стал руководителем по работе с анимацией, и он тесно сотрудничал с Миядзаки над формулированием целей, определяющих направление проекта, включая использование традиционной анимации на протяжении всего производства. Заимствуя из опыта Кондо в анимации «Охоты за домом», «Поньо» использует твёрдые и простые линии; делая акцент на базовых элементах анимации, фильм нацелен на демонстрацию преимуществ ручной анимации через отображение движения. Примером простого стиля является картина, которую Миядзаки нарисовал, изобразив Поньо, летящую на стае рыб, под названием Ponyo is Here, вдохновлённая «Полётом валькирий», которую он слушал, когда писал письмо своим сотрудникам о том, чтобы перейти к более элементальному стилю. Это позднее превратилось в сцену в фильме. В обычных производствах анимация парусного корабля обычно включает рисование одного кадра и его движение по кадру, что фиксирует его в заранее определенной перспективе и направлении. Однако Миядзаки хотел, чтобы корабли, появляющиеся в «Поньо», были нарисованы кадр за кадром. Некоторые предыдущие фильмы Студии Гибли использовали компьютерную графику (CGI), самым ранним из которых был фильм «Принцесса Мононоке» (1997). Для производства «Поньо», однако, отдел компьютерной графики в студии был закрыт, чтобы отдать приоритет ручной анимации.
Некоторые элементы фильма были вдохновлены оперой Рихарда Вагнера «Валькирия». Настоящее имя Поньо, Брунхильда, является преднамеренной отсылкой к старшей из девяти легендарных валькирий и Брунхильде из оперы Вагнера. Музыка также делает отсылки к опере Вагнера. Персонаж Сосукэ основан на сыне Миядзаки, Горо Миядзаки, когда ему было пять лет.
Миядзаки хотел, чтобы его следующим фильмом стал сиквел «Поньо», но вместо этого продюсер Тосио Судзуки убедил его сделать «Ветер крепчает».

## Награды и номинации

### Награды
- 2008 — две награды Венецианского кинофестиваля: Future Film Festival Digital Award — особое упоминание, Приз фонда имени Миммо Ротелла (обе — Хаяо Миядзаки)
- 2009 — две премии Японской академии: лучший анимационный фильм, лучшая музыка (Дзё Хисаиси)
- 2009 — премия Asian Film Awards: лучшему композитору (Дзё Хисаиси)

### Номинации
- 2008 — номинация на приз Золотой лев Венецианского кинофестиваля (Хаяо Миядзаки)
- 2009 — две номинации на премию Asian Film Awards: лучший фильм, лучший режиссёр (Хаяо Миядзаки)
- 2010 — две номинации на премию «Энни»: режиссура (Хаяо Миядзаки), музыка (Дзё Хисаиси)
- 2010 — номинация на премию Hong Kong Film Award за лучший азиатский фильм